# Тримай
Тримай" — пісня української співачки Христини Старикової, відомої під псевдонімом Starykova Hrystyna, суперфіналістки 13 сезону телевізійного шоу "Голос країни". Композиція була випущена 29 серпня 2024 року. Автором музики і тексту виступив Michael Soul, фіналіст 8 сезону "Голос країни" та фіналіст Національного відбору на Євробачення 2022.
Пісня "Тримай" розповідає про складний внутрішній стан людини, яка переживає моменти розпачу і шукає підтримку, щоб не втратити віру. Трек просякнутий емоційністю і чуттєвістю, нагадуючи слухачам про важливість підтримки у найважчі часи. Головна тема композиції — емоційні гойдалки та вигорання, які є близькими для багатьох людей. "Тримай" вселяє надію на те, що навіть у найтемніші часи можна знайти світло, яке допоможе подолати труднощі та не впасти у відчай.
Пісня покликана бути джерелом натхнення для тих, хто переживає складні моменти і шукає підтримку. Вона нагадує слухачам, що вони не одні у своїх переживаннях, і що кожен емоційний стан треба проживати, приймаючи його як частину свого шляху. Композиція також акцентує увагу на важливості внутрішнього "рятівника", який завжди поруч і допомагає долати життєві випробування.
На підтримку пісні було випущено кліп, знятий у Києві мирноградською командою. У відео використовується символ червоної нитки, яка уособлює біль і страждання, що затягують головну героїню у відчай і темряву. Однак, у фіналі кліпу героїня знаходить в собі сили, перерізає нитку і звільняється від негативу, відновлюючи віру в себе.
https://youtu.be/w7Y4GzY2jds?si=_MR_NQQHLaMkj7-k